# NGC 1306
NGC 1306 is een spiraalvormig sterrenstelsel in het sterrenbeeld Oven. Het hemelobject werd in 1886 ontdekt door de Amerikaanse astronoom Ormond Stone.

## Synoniemen
- PGC 12559
- ESO 481-23
- IRAS03188-2541